# Cataño (Puerto Rico)
Cataño är en kommun i Puerto Rico belägen på öns norra kust. Den begränsas i norr av Atlanten och kommunen Toa Baja; i söder av Bayamón och Guaynabo; i öster av Guaynabo; och väst av Toa Baja. Det är en del av San Juan-Caguas-Guaynabo metropolitan area. Kommunen är den minsta i Puerto Rico och är uppdelad i två stadsdelar: Cataño Pueblo och Palmas. Hernando de Cataño var en av de första läkarna som anlände under koloniseringen av Puerto Rico och tillhandahöll medicinska tjänster under guvernören Francisco Bahamonde De Lugo (1564–1568). När han accepterade sitt uppdrag fick han som betalning en bit mark av den lilla ön Isleta de San Juan vid San Juan. Från och med då började namnet på området användas.
Bacardi etablerade ett destilleri i Puerto Rico 1936 för att undvika att betala tull på rom som skickades till USA. Bacardi-fabriken är registrerad på National Register of Historic Places. 